# Adrián Chévez
Dominic Adrián Chévez Soto (ur. 21 stycznia 2004 w Alajueli) – kostarykański piłkarz występujący na pozycji lewego obrońcy, od 2023 roku zawodnik Santa Ana.